# Europese weg 511
De Europese weg 511 of E511 is een weg die uitsluitend door Frankrijk loopt.
De weg begint bij Courtenay en eindigt in Troyes. De E511 valt tussen Sens en Troyes samen met de E54. De weg volgt de Franse A19 en A5.

## Nationale wegnummers
| nummer    | tracé            |
| Frankrijk | Frankrijk        |
| --------- | ---------------- |
|           | Courtenay - Sens |
|           | Sens - Troyes    |

## Aansluitingen op andere Europese wegen
- De E15 bij Courtenay
- De E60 ook bij Courtenay
- De E54 bij Sens
- De E17 bij Troyes